# Odynerus ventones
Odynerus ventones är en stekelart som först beskrevs av Cameron.  Odynerus ventones ingår i släktet lergetingar, och familjen Eumenidae. Inga underarter finns listade i Catalogue of Life.